# Nikolai Sergejewitsch Jenikolopow
Nikolai Sergejewitsch Jenikolopow (Jenikolopjan) (armenisch Նիկողայոս Սերգեյի Ենիկոլոպով, russisch Николай Сергеевич Ениколопов (Ениколопян); * 13. März 1924 im Dorf Kusapat bei Martakert in Bergkarabach; † 22. Januar 1993 in Heidelberg) war ein armenischer Physikochemiker.

## Leben
Nach dem Abschluss der armenischen Mittelschule in seiner Heimat 1940 studierte Jenikolopow am Jerewaner Polytechnischen Institut in der Chemietechnik-Fakultät. Seine ersten wissenschaftlichen Untersuchungen machte er bei dem Physikochemiker Lewon Alexandrowitsch Rotinjan, auf dessen Empfehlung er 1946 nach Moskau zum Institut für Physikalische Chemie der Akademie der Wissenschaften der UdSSR (AN-SSSR) (jetzt N. N.Semjonow-Institut für Chemische Physik) geschickt wurde. Dort wurde er Aspirant bei N. N. Semjonow und A. B. Nalbandjan. 1949 wurde er mit seiner Dissertation Mechanismus der Niedrigtemperatur-Oxidation von Kohlenstoffmonoxid zum Kandidaten der Chemischen Wissenschaften promoviert. 1960 folgte mit der Dissertation Kinetische Besonderheiten der verzweigten Kettenreaktionen bei der Oxidation von Kohlenwasserstoffen die Promotion zum Doktor der Chemischen Wissenschaften. 1966 wurde er Korrespondierendes Mitglied der AN-SSSR und 1976 Vollmitglied. 1985 gründete er das Institut für synthetische Polymer-Werkstoffe der AN-SSSR, das er bis zu seinem plötzlichen Tod leitete und das 1998 seinen Namen annahm.

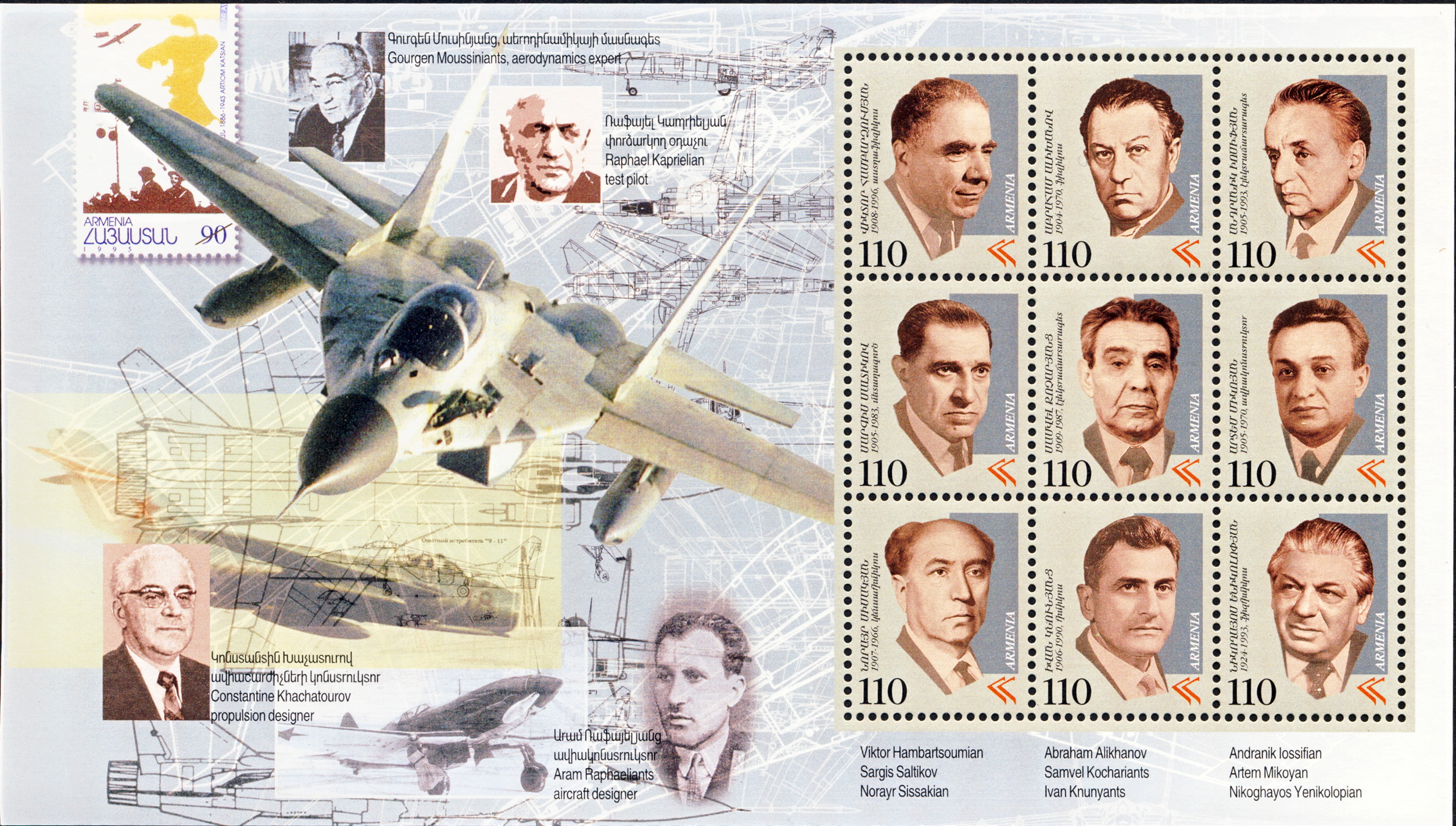
Hambardsumjan, Alichanow, Iossifjan, Saltykow, Kotscharjanz, Mikojan, Sissakjan, Knunjanz und Jenikolopow auf einer armenischen Briefmarke (2000)

Jenikolopow wurde auf dem Moskauer Nowodewitschi-Friedhof begraben. Er hinterließ seine Frau Madlen Grigorjewna geb. Schirmasan (1922–2010) und zwei Söhne Sergei (* 1948) und Grigori (* 1952).
Die armenische Post ehrte 2000 Jenikolopow mit einer Briefmarke.

## Ehrungen
- Ehrenzeichen der Sowjetunion (1974)
- Leninpreis (1980) für die Entdeckung und Untersuchung der anomal schnellen Polymerisation in der festen Phase (1959–1978)
- Leninorden (1981)
- Goldmedaille der Sowjetischen Friedensstiftung
- W. A. Kargin-Preis (1984) für Arbeiten zur Kinetik und zum Mechanismus der Bildung, des Zerfalls und der Stabilisierung der  sauerstoffhaltigen Heteroketten-Polymere
- Orden der Völkerfreundschaft (1990)